# Białozórka
Białozórka (ukr. Білозірка, Biłozirka) – wieś na Ukrainie, w obwodzie tarnopolskim, w rejonie krzemienieckim. W 2001 liczyła 1102 mieszkańców.

## Historia
Miejscowość została założona w 1545. Przy końcu XIX w. była miasteczkiem, wchodzącym w skład powiatu krzemienieckiego.
W II Rzeczypospolitej była siedzibą gminy wiejskiej Białozórka w powiecie krzemienieckim województwa wołyńskiego. Przed wojną wśród ludności Białozórki liczebnie dominowali Ukraińcy, nieco mniej było Żydów. Oprócz nich żyło w miejscowości kilkadziesiąt rodzin polskich.
W miejscowości stacjonowała kompania graniczna KOP „Białozórka”.
Podczas okupacji niemieckiej wiosną 1942 roku Żydów z Białozórki w liczbie około 1000 przesiedlono do getta w Łanowcach, gdzie później zostali rozstrzelani.
Polacy w Białozórce byli w latach 1941-1943 poddani terrorowi nacjonalistów ukraińskich (zginęły co najmniej 22 osoby) i większość z nich opuściła miejscowość w sierpniu 1943 roku udając się do Hnilic.

## Zabytki
- pałac – wzniesiony pod koniec XVIII w. w stylu klasycystycznym przez Adama Brzostowskiego, kasztelana połockiego, odznaczonego Orderem Orła Białego[5]. T.J. Stecki pisał, że pałac był obmurowany na kształt klasztoru. Parterowy obiekt znajdował się w angielskim parku, podzielonym kanałami[6]. W późniejszym czasie dobrami w Białozórce władali Michał Brzostowski, jego córka Maria Aniela oraz jej syn Ignacy Krasicki[7].